# Częstochowa 1982–2011
Częstochowa 1982-2011 – dwupłytowy album koncertowy zespołu T.Love Alternative, zawierający utwory z lat 1982-2011, wzbogacony 2 nowymi utworami.
Pierwsza płyta zawiera zremasterowany koncert zespołu z Częstochowy 82-85. CD 2 to koncert z klubu „Stodoła” w Warszawie z listopada 2002 i koncert z klubu Zero w Częstochowie z października 2010, bonusowe trzy utwory oraz 2 nowe utwory „Gorączka 2011” i „Chrystus Tesco i nic”.

## Lista utworów

### CD1
1. „Ogolone kobiety 83” – 6:19
2. „Tropical Sands” – 4:07
3. „Narada w ONZ” – 1:57
4. „Liczby” – 4:29
5. „Summer 82” – 3:21
6. „Wild Dreams” – 3:01
7. „Dzieci–śmieci” – 2:30
8. „Cabaret” – 5:32
9. „IV L.O. 83” – 4:45
10. „Gorączka” – 4:02
11. „Radio papka” – 1:57
12. „Imperium” – 1:59
13. „Kołysanka” – 4:41
14. „Mamo, kup mi broń” – 2:24
15. „Gumka babalumka” – 3:18
16. „Garaż 84” – 3:20

### CD2
1. „Gorączka 2011” – 3:43
2. „Chrystus Tesco i nic” – 3:16
3. „Wild Thing” – 3:20
4. „Gwiazdka” – 2:02
5. „Zabijanka” – 1:55
6. „Liceum” – 3:00
7. „My marzyciele” – 3:26
8. „Karuzela” – 2:10
9. „Garaż” – 3:55
10. „To wychowanie” – 3:21
11. „Fank” – 3:44
12. „Gumka babalumka” – 3:11
13. „Nasza tradycja” – 3:42
14. „Idą żołnierze” – 5:01
15. „Imperium” – 2:20
16. „Moja kolacja to imitacja” – 4:03
17. „Ogolone kobiety” – 5:21
18. „Liceum reggae” – 2:57
19. „Kaznodzieja z piekła rodem” – 3:03
20. „Kołysanka 82” – 4:35

## Muzycy[2]
- Muniek Staszczyk – śpiew
- Janusz Knorowski – gitara
- Andrzej Zeńczewski – gitara
- Jacek Śliwczyński – gitara basowa
- Jacek Wudecki – perkusja
- Darek Zając – instrumenty klawiszowe
- Piotr Wysocki – perkusja
- Tom Pierzchalski – saksofon